# George Koehler
George Frederick Koehler (Woolwich, 14 januari 1758 - Jaffa, 29 december 1800) was een Brits kunstenaar, militair en ingenieur. Hij staat bekend om het maken van een kanon dat terugspringt zodat het de zijkant van een berg kan afvuren zonder dat de kanonwagen de lucht in vliegt. De Koehler Depressing Carriage wordt nog steeds herdacht in Gibraltar waar het een belangrijk verdedigingsmiddel was tijdens het Grote Beleg van Gibraltar.

## Levensloop
Koehler werd geboren in 1758 en gedoopt in Woolwich. Zijn vader was een bombardier, geboren in Rennermuehle, Beieren, die via Hessen en Hannover naar Groot-Brittannië emigreerde. Hij werd in januari 1780 tweede luitenant bij de Royal Artillery.

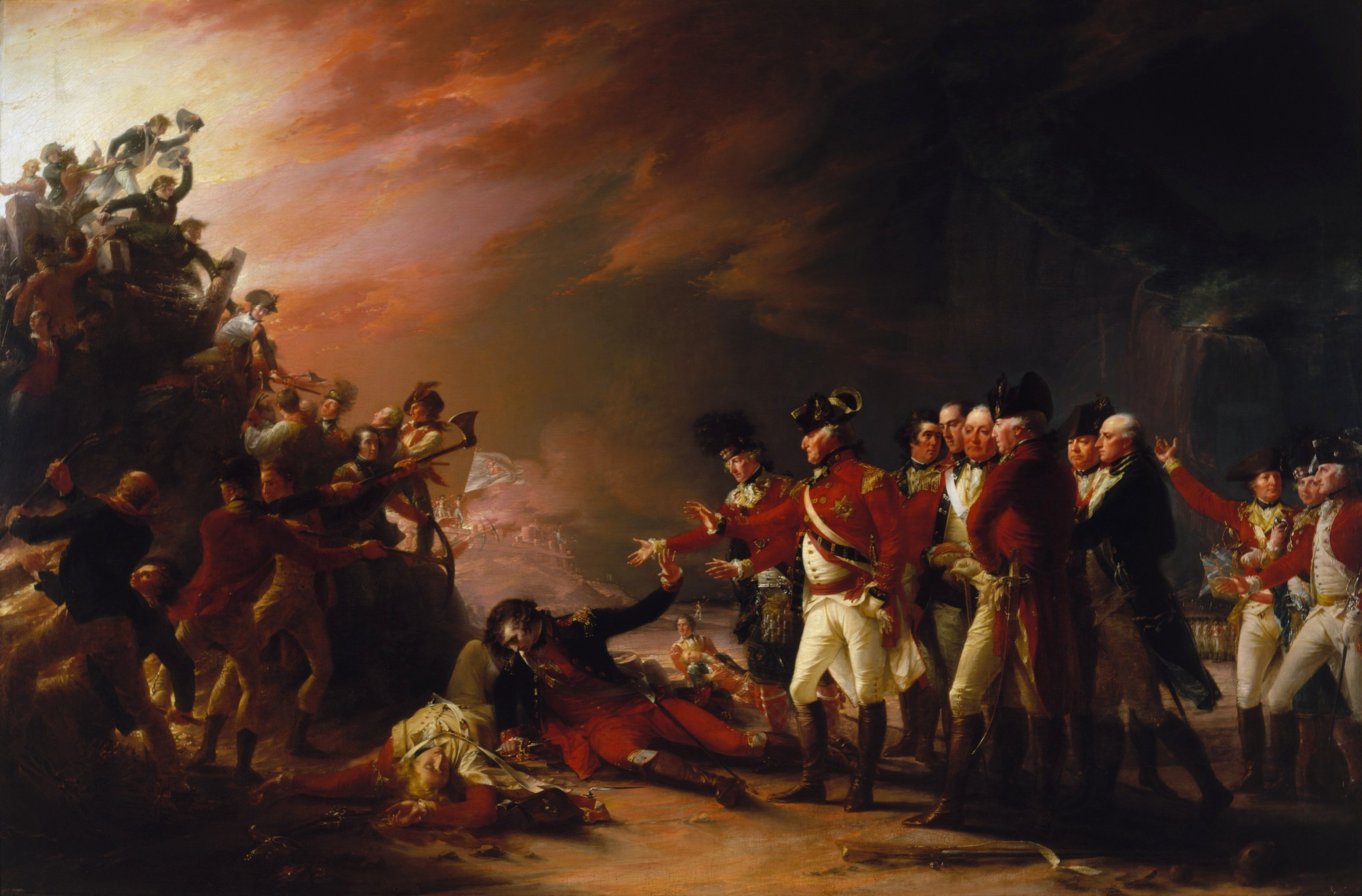
De missie van het garnizoen van Gibraltar

Koehler staat bekend om zijn uitvinding van een kanonwagen waarmee de as van het kanon tot een hoek van zeventig graden kon worden verlaagd. Dit werd gedemonstreerd tijdens het Grote Beleg van Gibraltar op 15 februari 1782 in de Batterij van Princess Royal. Dit nieuwe onderstel stelde de verdedigende kanonnen in staat te profiteren van de hoogte van de Rots van Gibraltar. Hoewel het geen nieuw idee was, was het ingenieus en de uitvinding van de glijdende slede stelde het kanon in staat terug te schieten zonder de kanonwagen in de lucht te trekken. Dit idee werd later ingebouwd in meer conventionele kanonwagens. Kolonel John Drinkwater beweerde in zijn beschrijvingen dat het kanon 28 van de 30 keer doel trof toen het gericht stond op de San Carlos batterij van de Spanjaarden. Hij was eerste luitenant toen hij de uitvinding deed, maar het jaar daarop werd hij brevet-majoor. Hij werd lid van de staf van de gouverneur van Gibraltar en ondanks de slechte eerste indrukken die hij maakte, zou hij een vertrouwelijke adjudant van Charles Holloway worden. Tegen 1800 was hij brevet-kolonel.
Koehler kreeg het zwaard van de gouverneur voor zijn actie tijdens een beroemde sortie tegen de Spanjaarden.

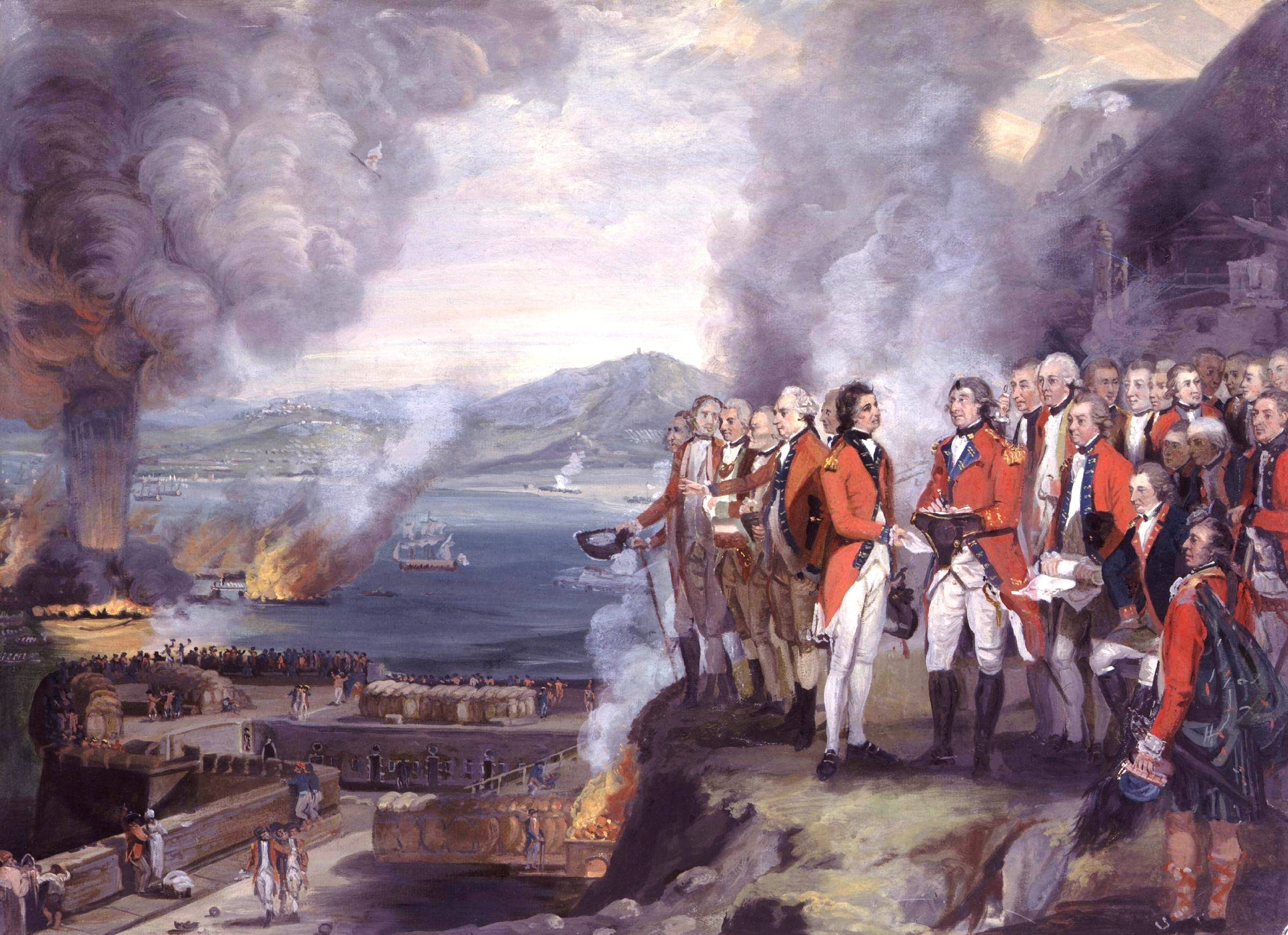
Het beleg van Gibraltar (1782) door George Carter

Koehler, Sir George Augustus Eliott, Charles Holloway, George Mackenzie, Thomas Trigge en Generaal William Green behoren tot de belangrijkste officieren van het beleg die door George Carter werden geschilderd voor de stad Londen. De National Portrait Gallery heeft een olieverfschets, maar het uiteindelijke schilderij bevindt zich in het National Army Museum.
In 1790 werd hij samen met Von Schönfeld generaal van het Belgisch Patriottenleger tijdens de Brabantse Omwenteling. Hij vocht in de slag bij Falmagne. Deze nederlaag liet zien dat het einde in zicht was. Hij leidde enkele onsuccesvolle tegenaanvallen na deze slag.
In 1794 gingen Gilbert Elliot, graaf van Minto, die onderkoning zou worden van het kortstondige Anglo-Corsicaanse Koninkrijk, luitenant-kolonel John Moore en Koehler naar Corsica voor besprekingen met de afvallige generaal Pasquale Paoli.

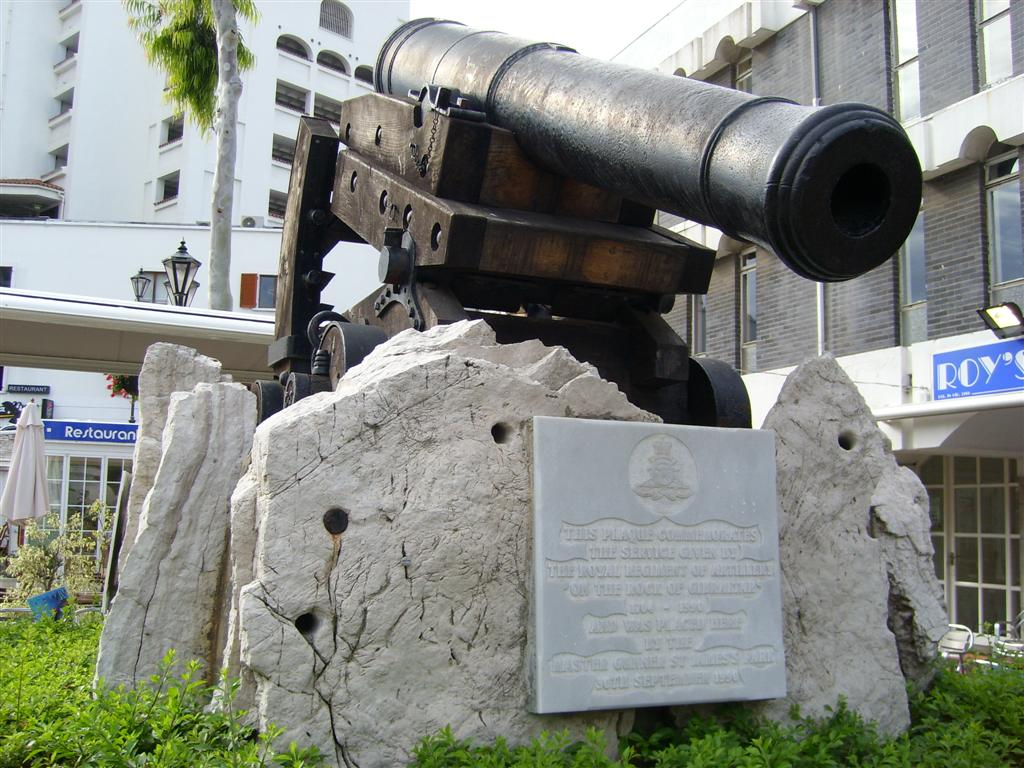
Een voorbeeld van Koehlers kanonontwerp is te zien op Grand Casemates Square

In december 1800 leidde hij een missie om de Ottomanen te helpen de Fransen te verdrijven. De Britse regering had toestemming gegeven voor voorraden, artillerie en 100 man personeel. Hij arriveerde in juli en bezocht Jeruzalem in oktober, waar hij in Jaffa assisteerde bij de verdediging. Hier stierven hij en zijn vrouw aan koorts. Hij werd vervangen door generaal-majoor Charles Holloway, die met hem in Gibraltar had gediend.

## Nalatenschap
Koehler stierf zonder testament en zijn fortuin ging naar de Britse regering. Een familie in Duitsland diende in 1820 een claim in. De juridische strijd duurde tot 1859 toen werd bepaald dat drie mensen een aandeel van ruim 7.600 pond uit zijn nalatenschap en ruim veertienduizend pond aan rente moesten krijgen.
In 1995 gaf Gibraltar een nieuw ontwerp uit voor hun tien pond biljet en dit bevat een kleine afbeelding van het kanon van Koehler.
In 2012 gaf de regering van Gibraltar ontwerpen uit voor nieuwe munten met daarin een afbeelding van Koehlers nieuwe kanonontwerp op de tien pence munt.